# San Marcos (Santiago de Compostela)
San Marcos es una aldea que pertenece a la parroquia de Bando, en el municipio gallego de Santiago de Compostela (La Coruña). Se encuentra al nordeste de la ciudad, a 5 kilómetros del centro, junto a la carretera nacional N-634 que la une con el aeropuerto.

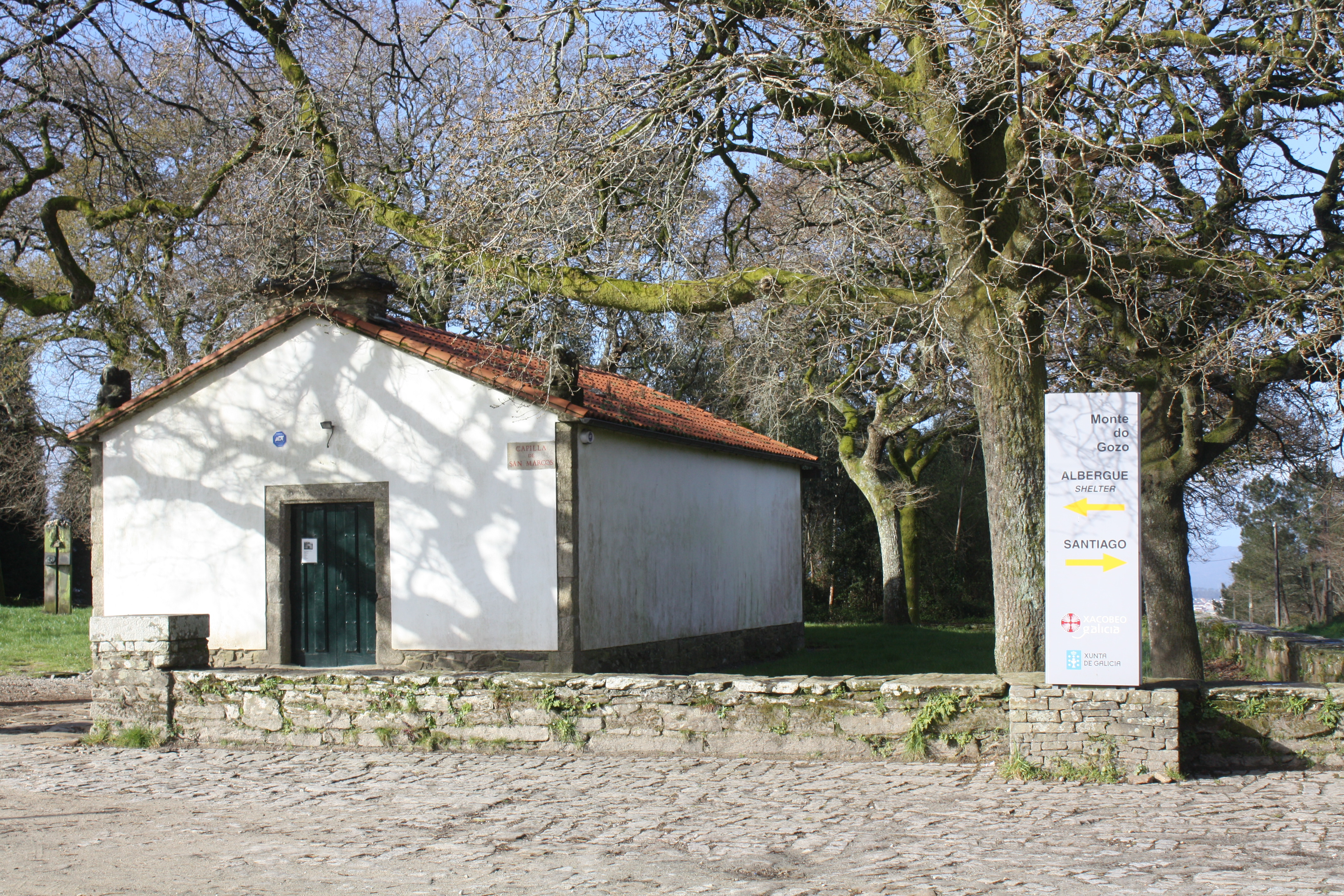
Capilla de San Marcos

Forma parte de la última etapa del Camino de Santiago Francés y junto a la aldea se encuentra el Monte do Gozo. Además, en San Marcos se encuentra la sede de la Corporación Radio y Televisión de Galicia.
En 2022 tenía una población de 760 habitantes según el Instituto Nacional de Estadística.